# Saarijärvi (sjö i Enontekis, Lappland, Finland)
Saarijärvi eller Saarjärvi är en sjö i Finland. Den ligger i kommunen Enontekis i landskapet Lappland, i den norra delen av landet, 900 km norr om huvudstaden Helsingfors. Saarijärvi ligger 313,7 meter över havet. Arean är 15,2 hektar och strandlinjen är 2,09 kilometer lång. Sjön  ingår i Torne älvs huvudavrinningsområde. 